# BBC Radiophonic Workshop

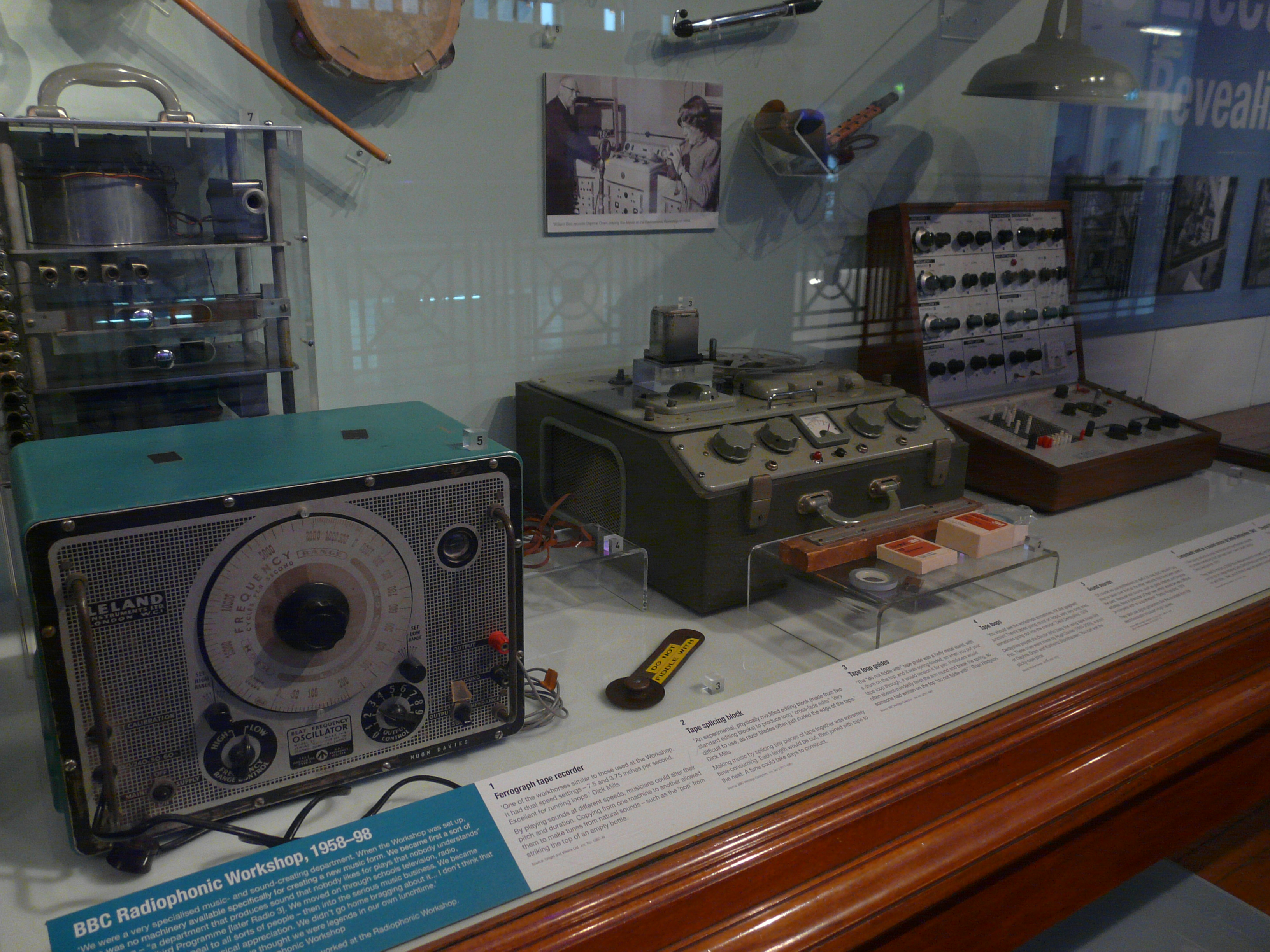
Een verzameling van apparatuur van de Radiophonic Workshop, tentoongesteld in het Science Museum te Londen.

De BBC Radiophonic Workshop was een van de afdelingen van de British Broadcasting Corporation die geluidseffecten maakte. De Workshop werd opgericht in 1958 om toneelmuziek en nieuwe muziek voor radio en televisie te produceren. Deze afdeling is bekend vanwege diens experimentele werken die een pioniersrol speelden in de elektronische muziek en de technologie die hiermee gepaard ging. Ook produceerde deze afdeling in de jaren 1950- en '60 muziek voor populaire programma's zoals Doctor Who en Quatermass and the Pit.
De oorspronkelijke Radiophonic Workshop bevond zich in de BBC's Maida Vale Studios op de Delaware Road, Maida Vale, Londen. De Workshop werd gesloten in maart 1998. Tegen 1995 was het merendeel van diens traditionele werk reeds uitbesteed aan andere studios. Onder diens leden bevonden zich Delia Derbyshire, David Cain, John Baker, Paddy Kingsland en Glynis Jones.

## Geschiedenis
De Workshop werd in de late jaren 1950 opgericht om te voldoen aan de groeiende vraag voor "radiofone" geluiden. Deze werden gemaakt door een groep producenten en studiomanagers aan de BBC, waaronder Desmond Briscoe, Daphne Oram, Donald McWhinnie en Frederick Bradnum. Destijds was er veel interesse in het produceren van innovatieve muziek voor de programma's van onder meer de onconventionele BBC Third Programme. Vaak waren de geluiden die de programmamakers nodig hadden om sfeer te creëren, onmogelijk te produceren via traditionele methodes. Componisten zoals Oram ontwikkelde daarom nieuwe technieken om de nodige effecten te kunnen componeren. Inspiratie haalden ze uit de musique concrète en de tape manipulatietechnieken. Deze methodes lieten haar en haar collega's toe om soundscapes te creëren die pasten bij de groeiende hoeveelheid onconventionele programma's van de BBC. Toen de BBC de stijgende populariteit van deze methode opmerkte, richtte ze het "Radiophonic Effects Committee" op. De Workshop werd opgesteld in kamers 13 en 14 van BBC's Maida Vale studio. Het budget voor dit project was £2,000.
De Workshop publiceerde artikels over hun uitvindingen in relevante magazines. Hierdoor werden sommige van hun technieken in de jaren 1960 gebruikt door producenten en ingenieurs zoals Eddie Kramer.

### Beginperiode

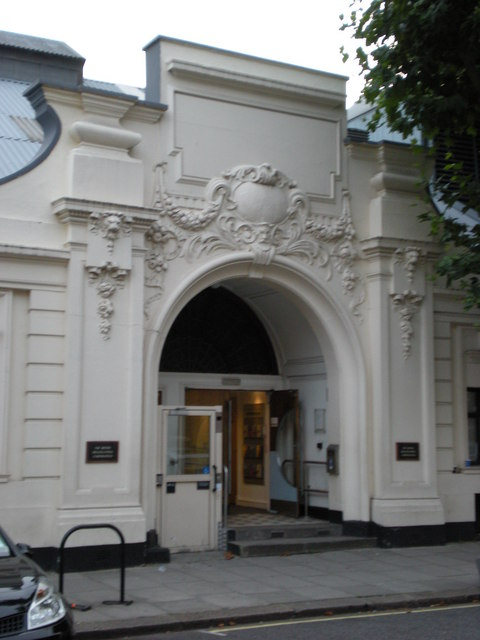
Maida Vale Studios

In 1958 werd Desmond Briscoe aangesteld als senior studio manager. Dick Mills was zijn technisch assistent. Veel van het vroege werk van de Radiophonic Workshop was bedoeld voor radio-uitzendingen. Dit waren voornamelijk experimentele drama's en radiofone gedichten. Ze maakten onder meer geluidseffecten voor de populaire science-fiction reeks Quatermass and the Pit en voor de comedyreeks The Goon Show. In 1959 verliet Daphne Oram de Workshop om haar eigen studio te stichten: de Oramics Studios for Electronic Composition. Ze ontwikkelde er haar Oramics techniek. Datzelfde jaar werd Maddalena Fagandini lid van de Workshop.
Vanaf de vroege jaren '60 begon de Workshop met het componeren van televisiedeuntjes en jingles. Deze werden voornamelijk gebruikt door schoolprogramma's met een laag budget. Van de late jaren '50 tot de jaren '60 vond er een verschuiving plaats van experimenteel werk naar populaire muziek. In 1962 werd Fagandini's pauzeteken Time Beat herwerkt door George Martin en uitgegeven als een commerciële single. Fagandini gebruikte hierbij het pseudoniem Ray Cathode. Tijdens deze periode trokken de innovaties van de Workshop een aantal belangrijke jonge talenten aan, waaronder Delia Derbyshire, Brian Hodgson en John Baker. In 1967 voegde David Cain zich bij het gezelschap.
Een kritiek waar de Workshop mee af te rekenen kreeg in deze vroege periode was dat de BBC musici van buitenaf niet toeliet om de apparatuur van de Workshop te gebruiken. Deze apparaten waren toen namelijk de meest vooruitstrevende in het hele land. Ook hadden ze een unieke combinatie van machines. In latere jaren werd deze kritiek milder omdat elektronische apparatuur meer toegankelijk werd voor het grote publiek.

### Doctor Who
In 1963 werd de Workshop benaderd door componist Ron Grainer. Hij vroeg hen om de begingeneriek van de BBC televisiereeks Doctor Who op te nemen. Op basis van Grainer's onconventionele partituur, die beschrijvingen als "vegen", "windwolken" en "windbubbels" bevatte, creëerde Delia Derbyshire een elektronische compositie. Deze is vandaag een van de meest herkenbare begingenerieken in de UK. Doorheen de volgende 25 jaar werkte de Workshop mee aan het programma. Het verzorgde een groot deel van de ongewone geluidseffecten, waaronder de geluiden van de TARDIS en de sonic screwdriver. Ook werd veel van de muziek van het programma gemaakt door de Workshop, inclusief alle muziek die de reeks gebruikte van 1980 tot 1985.

### Veranderingen
Naar het einde van de jaren 1960 toe veranderde de technieken die de Workshop hanteerde. Men ging meer gebruik maken van synthesizers. Een groot deel van de oude leden stonden twijfelachtig tegenover deze nieuwe instrumenten. Deze apparatuur liet namelijk maar gelimiteerde acties toe en was nog onbetrouwbaar op bepaalde vlakken. Ook vonden sommigen de geluiden die ze maakten maar niets. Hierdoor verlieten verscheidene veteranen de Workshop. Zij werden vervangen door een nieuwe generatie musici, waaronder Malcolm Clarke, Paddy Kingsland, Roger Limb en Peter Howell. In plaats van oscillators en taperecorders, werkte de Workshop vanaf dat moment met synthesizers zoals de EMS VCS 3 en de EMS Synthi 100, bijgenaamd de "Delaware" door de Workshop leden.
In 1977 zetten Desmond Briscoe en Brian Hodgson hun organisatorische activiteiten voor de Workshop stil. Vijf jaar later namen ze hun positie opnieuw op.
De Workshop kreeg vanaf dit moment steeds meer aanvragen. Ze produceerde volledige soundtracks, geluidseffecten en begingenerieken voor meer dan 300 programma's van de BBC. Deze geluiden werden gemaakt voor titels zoals The Body in Question, Blue Peter, Tomorrow's World en Blake's 7. The Hitchhiker's Guide to the Galaxy (zowel het radioprogramma als de televisiereeks) maakte eveneens gebruik van geluiden afkomstig van de Workshop.

### Late periode
In de vroege jaren 1990 kwam de Workshop in geldnood. In 1991 kreeg de Workshop vijf jaar om tot een punt te komen waarop deze geen verlies meer draaide. Het draaiende houden van de Workshop, waarvoor zowel ingenieurs als componisten tewerkgesteld werden, kostte echter te veel. Dick Mills, die reeds sinds het begin van de reeks meewerkte aan Doctor Who, verliet de Workshop in 1993. Ingenieur Ray White en diens assistent Ray Riley volgden hem datzelfde jaar nog. In 1995 gaven componisten Brian Hodgson, Malcolm Clarke en Roger Limb er ook de brui aan. In maart 1998 sloot de Workshop. Er werkte toen nog slechts één componist: Elizabeth Parker,

### Nalatenschap
Na de beslissing om de Radiophonic Workshop te sluiten, kregen Mark Ayres en Brian Hodgson de taak om diens enorme opnamecollectie te catalogeren.
In oktober 2003 werd de televisiedocumentaire Alchemists of Sound uitgezonden op BBC Four. Deze documentaire duurde een uur en vertelde over de Radiophonic Workshop.
De band The Magnetic Fields vernoemde het eerste nummer van hun album Holiday naar de BBC Radiophonic Workshop.

### Live reunies sinds 2009

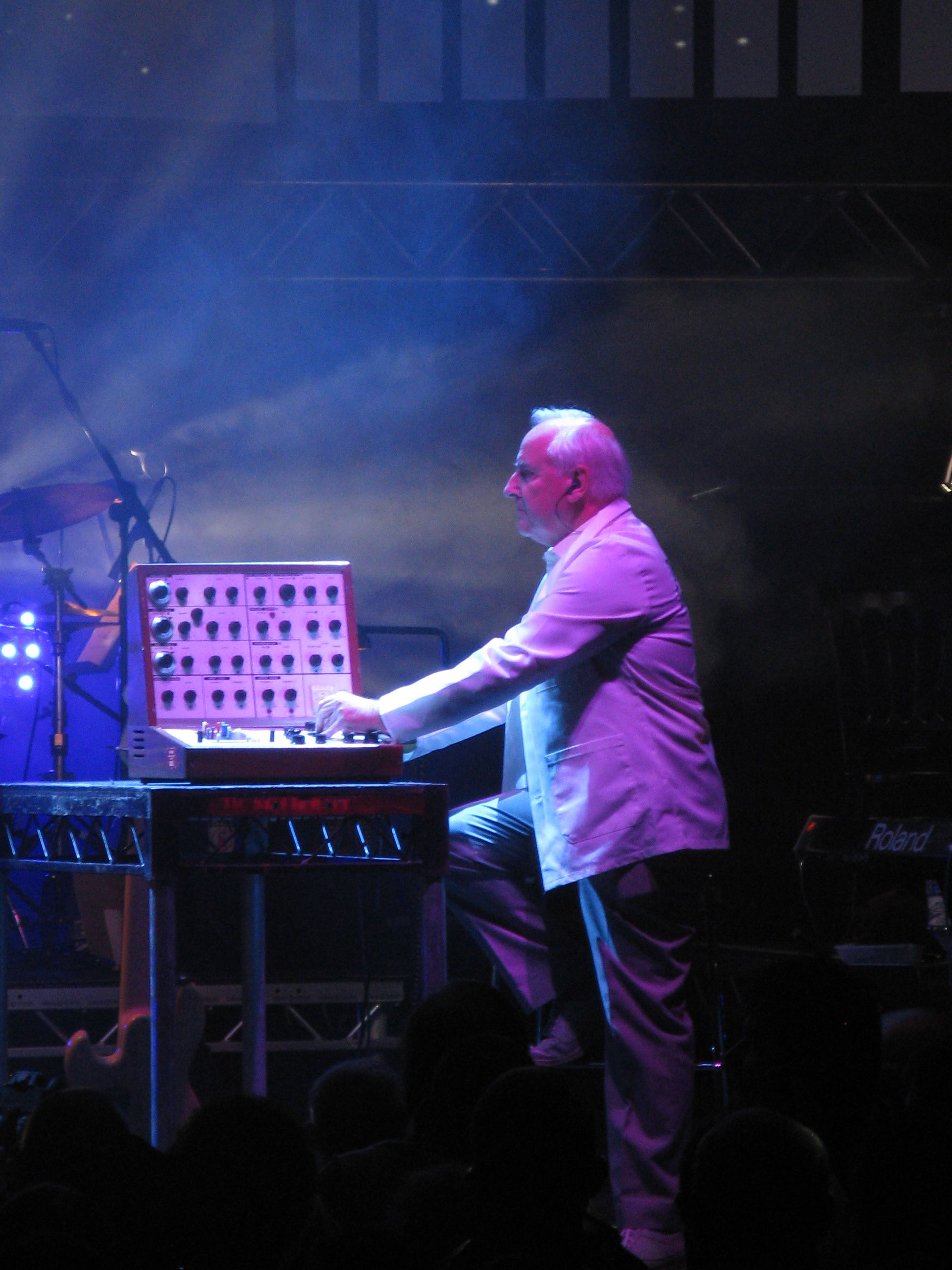
Dick Mills, BBC Radiophonic Workshop reünie in Roundhouse in 2009.

In mei 2009 hielden een aantal oude BBC Radiophonic Workshop componisten een live concert in het concertgebouw Roundhouse te Chalk Farm, Londen. Ze traden er op onder de naam "The Radiophonic Workshop". Dick Mills, Roger Limb, Paddy Kingsland, Peter Howell en archivaris Mark Ayres namen deel aan het concert. Samen met een klein koperorkest en een live drummer brachten ze een aantal van de muzikale werken die ze destijds voor de BBC gecomponeerd hadden. Dit waren onder meer stukken uit The Hitchhikers' Guide to the Galaxy en Doctor Who. Ook brachten ze een aantal composities die specifiek voor dit concert geschreven waren. Hun live uitvoeringen gingen gepaard met video montages die hulde brachten aan de overleden leden van de Workshop, waaronder Daphne Oram, Delia Derbyshire en John Baker. Het concert duurde 2,5 uur. De climax was een live uitvoering van de Doctor Who arrangementen van Derbyshire en Howell, waarna een nieuwe Radiophonic versie van het nummer gespeeld werd. Bekende publiekgangers waren onder meer Peter Serafinowicz en Victor Lewis-Smith.
In 2013 kwamen de Workshop-leden opnieuw samen voor een nieuw live concertprogramma. Dit keer traden ze op als "The Radiophonic Workshop" (zonder de BBC prefix). Ze werden vergezeld door drummer Kieron Pepper (The Prodigy, Dead Kids, OutPatient) en Bob Earland. Ze werkten ook een nieuw opnameproject uit, welke tijdens de herfst van 2014 uitkwam. Hiervoor werkten ze samen met hedendaagse elektronische musici, video artiesten, DJ's, remixers, dichters, schrijvers en zangers.
Verdere live optredens volgden in 2013. Deze vonden onder meer plaats op het Festival Number 6, in Wales in september en op The London Electronic Arts Festival in november. Deze optredens gebruikten TV fragmenten en visuals van de vele televisie- en filmsoundtracks die de Radiophonic Workshop maakte tussen 1958 en 1998.
The Radiophonic Workshop verscheen op het BBC televisieprogramma The One Show op 20 november 2013. Daar brachten ze een unieke versie van de Doctor Who begingeneriek. Deze combneerde Delia Derbyshire's oorspronkelijke tapes met Peter Howell's versie uit 1980. Radio 6 Music's Marc Riley begeleidde een Radiophonic Workshop sessie waarin live versies van Roger Limb's Incubus, Paddy Kingsland's Vespucci, een Doctor Who medley en de nieuwe compositie Electricity Language and Me (op basis van het werk van de Amerikaanse dichter Peter Adam Salomon) werden gespeeld. DJ Andrew Weatherall voorzag het werk van narratieve stem. In datzelfde jaar volgden een aantal interviews om de 50ste verjaardag van Doctor Who te vieren.
Opnames uit het oude Workshop archief werden in november 2013 heruitgegeven op LP. In 2014 speelde "The Radiophonic Workshop" op festivals zoals End of the Road Festival.

### 2012 online wederopleving
In september 2012 kondigden Arts Council England en de BBC aan dat de Radiophonic Workshop zou heropleven op het internet met nieuwe componisten. De nieuwe Workshop wordt gehost op The Space. De nieuwe leden zijn Matthew Herbert, Micachu, Yann Seznec, Max de Wardener, Patrick Bergel, James Mather, Lyndsey Turner en Tony Churnside.
The New Radiophonic Workshop, mag niet verward worden met de heropgerichte Radiophonic Workshop, wiens leden uit oud BBC personeel bestaan.

## Technieken
De technieken die oorspronkelijk werden gebruikt door de Radiophonic Workshop zijn verwant aan de musique concrète. Nieuwe geluidseffecten werden gecreëerd door dagelijkse geluiden zoals stemmen, klokken of de klank van grind te bewerken. Audiotapes werden omgedraaid, vertraagd, versneld, geknipt en geplakt, of er werd galm of equalisatie op toegepast. Het bekendste voorbeeld van een werk dat de Workshop maakte met dergelijke technieken is de begingeneriek van Doctor Who, welke Delia Derbyshire maakte met behulp van snaren, 12 oscillators en veel tape manipulatie. Het geluid van de TARDIS, de teletijdmachine uit deze reeks, werd gemaakt door Brian Hodgson. Hij gebruikte zijn sleutels om verroeste bassnaren van een kapotte piano aan te slaan, waarna het resulterende geluid vertraagd werd.
Het merendeel van de apparatuur die de Workshop in diens beginjaren gebruikte, was semi-professioneel. Dit waren vaak afdankertjes van andere departementen van de BBC. De meest gebruikte apparaten waren twee grote professionele tape-recorders. Galm werd toegepast via een echokamer. Dit was een lege kelderruimte met luidsprekers en microfoons. Vanwege de grote technische moeilijkheden die gepaard gingen met deze technieken, werkte men doorgaans met twee. Eén persoon ontfermde zich over de technische aspecten, terwijl de andere persoon zich bezig hield met de artistieke elementen van het geluid.

## Invloed op popmuziek
De Workshop publiceerde het artikel "Radiophonics in the BBC" in november 1963. Deze tekst bevat een lijst van alle apparatuur die de Workshop gebruikte, naast diagrammen van een aantal systemen en een reeks anecdotes. De Workshop publiceerde ook artikels over hun experimenten in relevante magazines.
De Britse psychedelische rockgroep Pink Floyd bezocht de Workshop in 1967. Hun debuutalbum The Piper At The Gates of Dawn van datzelfde jaar gebruikte tapeloops, geluidseffecten en de principes van de musique concrète. Andere fans van de Workshop waren onder meer Brian Jones van The Rolling Stones, die de studio bezocht in 1968, en de ingenieur Roger Mayer, die gitaarpedalen maakte voor Jeff Beck, Jimmy Page en Jimi Hendrix. Phil Manzanera haalde de Workshop eveneens aan als een invloed op zijn band Roxy Music.
In 1997 beschreef het EDM magazine Mixmag de Workshop als de "onbezongen helden van de Brische elektronische muziek".
Het werk van de Workshop wordt veel gesampled door hedendaagse elektronische artiesten.

## Leden van de Radiophonic Workshop

### 1958-1998
- Desmond Briscoe (1958–1983)
- Daphne Oram (1958–1959)
- Dick Mills (1958–1993)
- Maddalena Fagandini (1959–1966)
- Brian Hodgson (1962–1972), organisator (1977–1995)
- Delia Derbyshire (1962–1973)
- John Baker (1963–1974)
- David Cain (1967–1973)
- Malcolm Clarke (1969–1995)
- Paddy Kingsland (1970–1981)
- Richard Yeoman-Clark (1970–1978)
- Roger Limb (1972–1995)
- Glynis Jones (1973–?)
- Peter Howell (1974–1997)
- Elizabeth Parker (1978–1998)
- Jonathan Gibbs (1983–1986)
- Richard Attree (1987–1998)

### 2009-vandaag
- Peter Howell (2009–vandaag)
- Roger Limb (2009–vandaag)
- Dick Mills (2009–vandaag)
- Paddy Kingsland (2009–vandaag)
- Mark Ayres (2009–vandaag)
- Kieron Pepper (2013-vandaag)

## Discografie

### Voornaamste albums
- BBC Radiophonic Music
- Fourth Dimension
- The Radiophonic Workshop
- Out of This World
- Through A Glass Darkly
- BBC Sound Effects No. 19 - Doctor Who Sound Effects
- BBC Radiophonic Workshop - 21
- BBC Sound Effects No. 26 - Sci-Fi Sound Effects
- Doctor Who - The Music
- The Soundhouse
- The Living Planet
- Doctor Who - The Music II
- Doctor Who: 30 Years at the BBC Radiophonic Workshop
- Doctor Who at the BBC Radiophonic Workshop Volume 1: The Early Years 1963–1969
- Doctor Who at the BBC Radiophonic Workshop Volume 2: New Beginnings 1970–1980
- Doctor Who at the BBC Radiophonic Workshop Volume 3: The Leisure Hive
- Doctor Who at the BBC Radiophonic Workshop Volume 4: Meglos & Full Circle
- The John Baker Tapes – Volume 1: BBC Radiophonics
- BBC Radiophonic Workshop - A Retrospective
- Doctor Who - The Caves of Androzani
- Doctor Who - The Krotons
- Radiophonic Workshop
- The Vendetta Tapes
- Burials In Several Earths
- The Changes[26]

## Werkselectie

### Radio dramas
- The Foundation Trilogy (productie van David Cain) (1973)
- A Wall Walks Slowly (productie van Desmond Briscoe met muziek van Peter Howell) (1977)
- The Martian Chronicles (productie van Malcolm Clarke) (1977)
- Notes from Janáček's Diary (productie van Maxwell Steer) (1991)

### Geluidseffecten en andere muziek
- Radio
  - The Goon Show
  - The Hobbit (geluidseffecten en muziek van David Cain) (1968)
  - The Hitchhiker's Guide to the Galaxy (geluidseffecten van Paddy Kingsland met overige geluidseffecten van Dick Mills.)
  - The Lord of the Rings (geluidseffecten van Elizabeth Parker) (1981)
  - Doctor Who: Slipback (BBC Radio) (muziek van Jonathan Gibbs) (1985)
  - Doctor Who: The Paradise of Death (BBC Radio) (muziek van Peter Howell) (1993)
  - Doctor Who: The Ghosts of N-Space (BBC Radio) (muziek van Peter Howell) (1996)
- Televisie
  - Quatermass and the Pit (geluidseffecten van Desmond Briscoe & Dick Mills) (1958)
  - Doctor Who (geluidseffecten van Brian Hodgson (1963–1972) & Dick Mills (1972–1989))
  - Penda's Fen (Paddy Kingsland) (1974)
  - Blake's 7 (geluidseffecten van Richard Yeoman-Clark & Elizabeth Parker)
  - The Hitchhiker's Guide to the Galaxy (muziek en geluidseffecten van Paddy Kingsland behalve de begingeneriek)

### Doctor Whomuziek
Van 1963 tot 1985 werd de begingeneriek van Doctor Who voorzien door de BBC Radiophonic Workshop. Vanaf 1986 tot de stopzetting van het programma zorgden freelance musici voor de generiek. Van 1980 tot 1985 maakte de Workshop de achtergrondmuziek voor het programma. De lijst hieronder is een lijst van deze achtergrondmuziek.
- 1968
  - The Wheel in Space (muziek van Brian Hodgson)
- 1972
  - The Sea Devils (muziek van Malcolm Clarke)
- 1975
  - Revenge of the Cybermen (muziek van Peter Howell (hoofdsoundtrack van Carey Blyton)
- 1980
  - The Leisure Hive (muziek van Peter Howell)
  - Meglos (muziek van Paddy Kingsland & Peter Howell)
  - Full Circle (muziek van Paddy Kingsland)
  - State of Decay (muziek van Paddy Kingsland)
- 1981
  - Warriors' Gate (muziek van Peter Howell)
  - The Keeper of Traken (muziek van Roger Limb)
  - Logopolis (muziek van Paddy Kingsland)
  - In 1981 componeerde Peter Howell ook de muziek voor de spin-off K-9 and Company.
- 1982
  - Castrovalva (muziek van Paddy Kingsland)
  - Four to Doomsday (muziek van Roger Limb)
  - Kinda (muziek van Peter Howell)
  - The Visitation (muziek van Paddy Kingsland)
  - Black Orchid (muziek van Roger Limb)
  - Earthshock (muziek van Malcolm Clarke)
  - Time-Flight (muziek van Roger Limb)
- 1983
  - Arc of Infinity (muziek van Roger Limb)
  - Snakedance (muziek van Peter Howell)
  - Terminus (muziek van Roger Limb)
  - Enlightenment (muziek van Malcolm Clarke)
  - The King's Demons (muziek van Peter Howell & Jonathan Gibbs)
  - The Five Doctors (muziek van Peter Howell)
- 1984
  - Warriors of the Deep (muziek van Jonathan Gibbs)
  - The Awakening (muziek van Peter Howell)
  - Resurrection of the Daleks (muziek van Malcolm Clarke)
  - Planet of Fire (muziek van Peter Howell)
  - The Caves of Androzani (muziek van Roger Limb)
  - The Twin Dilemma (muziek van Malcolm Clarke)
- 1985
  - Attack of the Cybermen (muziek van Malcolm Clarke)
  - Vengeance on Varos (muziek van Jonathan Gibbs)
  - The Mark of the Rani (muziek van Jonathan Gibbs)
  - The Two Doctors (muziek van Peter Howell)
  - Timelash (muziek van Elizabeth Parker (als "Liz Parker"))
  - Revelation of the Daleks (muziek van Roger Limb)
- 1986
  - Terror of the Vervoids (muziek van Malcolm Clarke)

## Media over de Radiophonic Workshop
- Radio
  - The Sound Makers (1963)
  - The Electric Tunesmiths (1971)
  - The Space Between (4 Oct 1973)[27]
  - Wee Have Also Sound-Houses (1979)
  - Sound in Mind (1979)
  - Late Junction: 12 February 2008[28][29]
  - Sunday Feature: Wee Have Also Sound-Houses (2008)[30][31]
  - Stuart Maconie's Freak Zone: 26 October 2008[32]
  - Selected Radiophonic Works (2008)[33]
  - Jonny Trunk's OST Show - 2 Hours With Paddy Kingsland
  - Jonny Trunk's OST Show - David Cain Interview
- Televisie
  - The Same Trade as Mozart (1969)
  - The New Sound of Music (1979)
  - The Electric Music Machine, Five Days at the BBC Radiophonic Workshop (1988)
  - Alchemists of Sound (2003)[10]
  - What the Future Sounds Like (2009)
- Boeken
  - Special Sound: The Creation and Legacy of the BBC Radiophonic Workshop van Louis Niebur (Oxford University Press, 2010)
  - An Electric Storm: Daphne, Delia and the BBC Radiophonic Workshop van Ned Netherwood (Obverse Books, 2014)